# Upplands runinskrifter 1027
Runinskrift U 1027 är en runsten vid Lena kyrka, Lena socken, Uppsala kommun i Uppland.

## Runstenen
U 1027 står rest ungefär 150 meter söder om kyrkan, på sydligaste delen av samma ås som kyrkan står på. Bredvid finns även U 1026, som är huggen av samme ristare.
Stenen består av ett större fragment som utgjort ungefär den ursprungliga stenens vänstra halva ovan jord. Det är rest på ett stenfundament. Ett mindre fragment som utgör den övre delen av stenens högra sida är ihopfogad med det större fragmentet. Det har tidigare hållits upp av ett metallstöd som nu saknas, men fragmentet sitter fortfarande kvar på plats. Bredvid de resta delarna ligger två mindre fragment som inte passar med de andra, men som passar med varandra. Stenen består av blågrå granit. Den är 1,16 meter hög, och dess största bredd, med övre fragmentet medräknat, är 0,72 meter. Ristningen är djup och tydlig.

## Inskriften
Translitterering av runraden:
...[(n) '] uk ' ihul ' uk ' gisl ' uitr ' li... ...
Normalisering till fornvästnordiska:
... ok Ígull ok Gísl, Eyndr(?) lé[tu] ...
Översättning till nusvenska:
... och Igul och Gisl och Önd (?) läto ...

## Historia
Richard Dybeck beskrev i en reseberättelse från 1864 hur stenen, som inte var känd sedan tidigare, hittades under kyrkgolvet under reparationsarbeten i Lena kyrka. Dybeck befann sig i trakten men när han anlände fann han att stenen krossats av arbetarna och att bara ett större och några mindre fragment fanns kvar. Stenen flyttades, tillsammans med ett annat fragment som hittades samtidigt, U 1028, och en runsten som flyttades från kyrkogårdsmuren, U 1026, till dess nuvarande plats längst söderut på åsen. 1951 restes det större fragmentet. Tre mindre fragment låg då i närheten och det största av dem passade och fastsattes med ett metallstöd. De två mindre fragmenten placerades då i kyrkans vapenhus ihop med U 1028, men har vid ett senare tillfälle placerats bredvid de större bitarna av U 1027.